# Civitaquana
Civitaquana (Cetacquàne in abruzzese) è un comune italiano di 1 132 abitanti della provincia di Pescara in Abruzzo e faceva parte della comunità montana Vestina.

## Storia
Il borgo fu fondato nell'XI secolo da resti romani. Appartenne fino alla proclamazione dell'unità d'Italia alla diocesi di Penne.
Nel suo attuale territorio è attestato alla fine dell'XI secolo il castello di Sculcola (rintracciabile probabilmente nell'attuale frazione di Colle Scurcola), che nel 1086 il conte teatino Trasmondo dona al vescovo teatino Rainolfo, benché il castello ricadesse nel contado e nella Diocesi Pennensi; nel 1095 il Conte dei Conti normanni, Roberto di Loritello (che governava l'Abruzzo costiero), concede il castello al vescovo Teatino in perpetuo; nel 1111 compare come Signore del castello tal Trasmondo figlio di Rainaldo, presente in questo anno alla convenzione tenutasi nell'Isola della Pescara presso l'abbazia di San Clemente a Casauria per la ridefinizione dell'assetto geo-politico dell'area successivamente alla conquista normanna.

### Simboli
Lo stemma e il gonfalone sono stati concessi con decreto del presidente della Repubblica del 16 aprile 2002.
Il gonfalone è un drappo di rosso con la bordatura di azzurro.

### Onorificenze

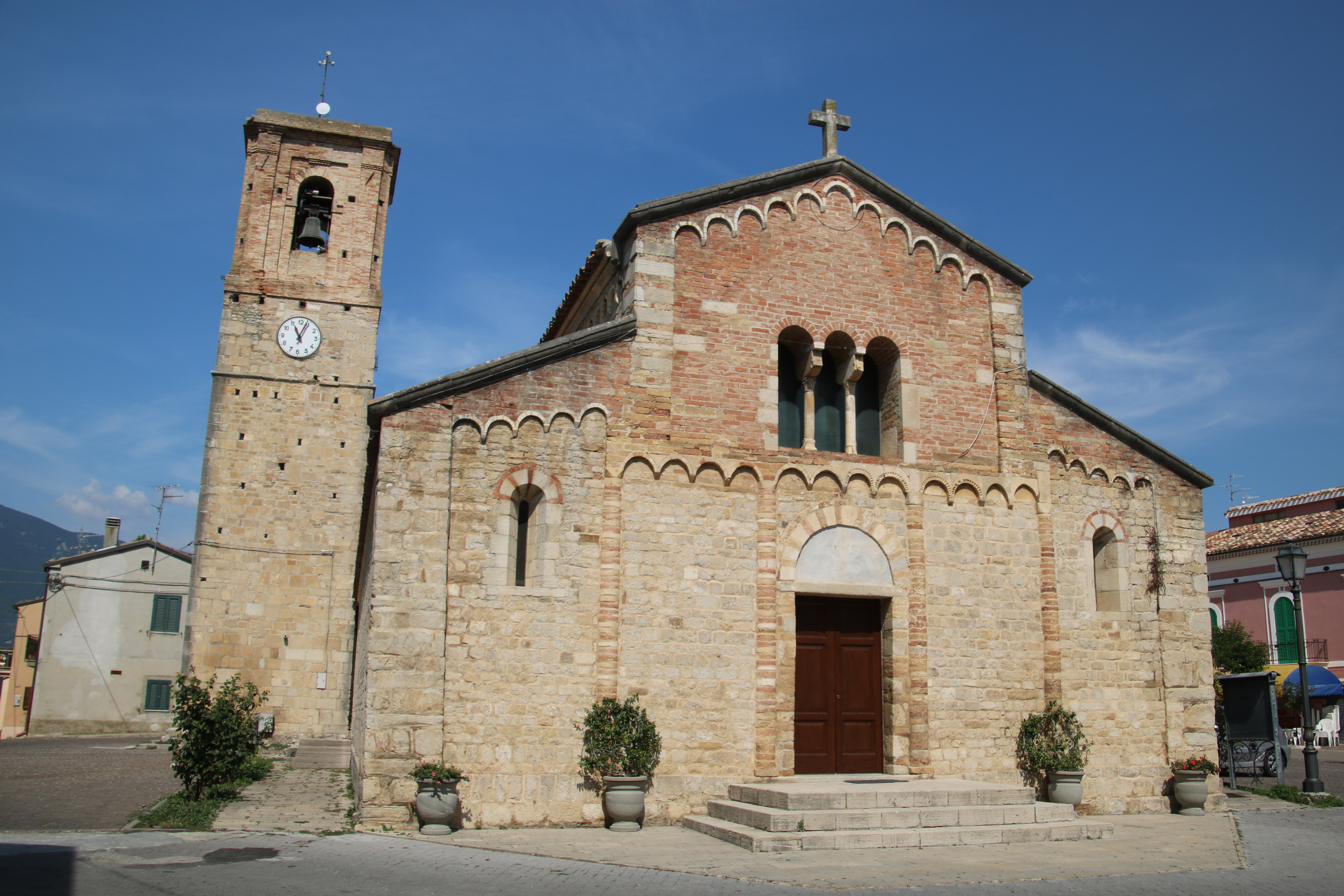
Chiesa di Santa Maria delle Grazie

## Monumenti e luoghi d'interesse

### Chiesa di Santa Maria delle Grazie
La chiesa è Monumento nazionale.
Fu costruita nel XII secolo e fu restaurata negli anni '30 dalle presenze barocche. Ha pianta a tre navate senza transetto con tre absidi. La facciata è scandita da un ordine di lesene che ricordano il romanico lombardo. Il portale è circondato da destra e sinistra da due colonne romaniche e la lunetta superiore non ha affreschi.
L'interno conserva le volte a crociera e possiede su una lunetta un affresco del Cristo Pantocratore.

### Palazzo Leognani Castriota - Leognani Fieramosca
Di costruzione settecentesca, ha una facciata scandita in due settori con cornici e due ordini di finestre spezzati al centro del palazzo da un ordine autonomo che parte dal portale centrale.

## Società

### Evoluzione demografica
Abitanti censiti

## Amministrazione
| Periodo           | Periodo           | Primo cittadino   | Partito                                                                                   | Carica                    | Note |
| ----------------- | ----------------- | ----------------- | ----------------------------------------------------------------------------------------- | ------------------------- | --- |
| 23 aprile 1995    | 13 giugno 1999    | Marino Di Profio  | Lista civica di centro-sinistra                                                           | Sindaco                   | [ 12 ] |
| 14 giugno 1999    | 7 giugno 2009     | Enzo Trabucco     | Lista civica                                                                              | Sindaco                   | [ 13 ] [ 14 ] |
| 8 giugno 2009     | 26 maggio 2019    | Angelo Ciarfella  | Lista civica Per Civitaquana (2009-2014) Lista civica Insieme per Civitaquana (2014-2019) | Sindaco                   | [ 15 ] [ 16 ] |
| 27 maggio 2019    | 23 novembre 2019  | Arnaldo Palumbo   | Lista civica Progetto comune                                                              | Sindaco                   | Il 24 ottobre 2019, sei consiglieri su dieci assegnati hanno presentato una mozione di sfiducia, approvata con delibera n. 45 del 22 novembre 2019 dalla maggioranza dei componenti dell'organo consiliare, nei confronti del sindaco. Successivamente il prefetto di Pescara ha proposto lo scioglimento del consiglio comunale disponendone, nel contempo, la sospensione, con la conseguente nomina del commissario per la provvisoria gestione dell'ente. |
| 27 novembre 2019  | 21 settembre 2020 | Luciano Conti     |                                                                                           | Commissario straordinario | |
| 22 settembre 2020 | in carica         | Samuele Di Profio | Lista civica Civitaquana riparte                                                          | Sindaco                   | |